# Perrier Pro-Am
De Perrier Pro-AM was van 1990 t/m 1997 een golftoernooi van de Europese Challenge Tour.
De eerste jaren bestond het toernooi uit drie rondes van 18 holes, soms werden deze op verschillende banen gespeeld. Vanaf 1995 bestond het toernooi uit vier rondes van 18 holes. 

## Winnaars
| Jaar                    | Baan / Banen                                                           | Winnaar          | Score           |
| Brussels Pro-Am         | Brussels Pro-Am                                                        | Brussels Pro-Am  | Brussels Pro-Am |
| ----------------------- | ---------------------------------------------------------------------- | ---------------- | --------------- |
| 1990                    | Brussels Golf Club                                                     | Philip Golding   | ?               |
| Perrier Belgian Pro-Am  |                                                                        |                  |                 |
| 1991                    | Golf du Bercuit Royal Waterloo Golf Club Golf Club de Louvain-La-Neuve | George Ryall     | 210             |
| Perrier European Pro-Am |                                                                        |                  |                 |
| 1992                    | Brussels Golf Club                                                     | Magnus Persson   | 213             |
| 1993                    | Brussels Golf Club                                                     | Chris Platts     | 204             |
| 1994                    | Golf du Bercuit                                                        | Andrew Sandywell | 203             |
| 1995                    | Royal Waterloo Golf Club Golf Club d'Hulencourt                        | Diego Borrego    | 279             |
| 1996                    | Royal Waterloo Golf Club                                               | Kevin Carissimi  | 277             |
| 1997                    | Royal Waterloo Golf Club                                               | Craig Hainline   | 271             |

In 1990 werd de Perrier Invitational gespeeld, het behoorde niet bij een Tour. Winnaar was Scott Simpson.